# Olimpiada Biologiczna
Olimpiada Biologiczna – przedmiotowa olimpiada szkolna z zakresu biologii, przeznaczona dla zainteresowanych biologią uczniów szkół ponadpodstawowych, a także szczególnie uzdolnionych uczniów szkół podstawowych. Organizatorem konkursu jest Polskie Towarzystwo Przyrodników. W skład struktur Komitetu Głównego Olimpiady Biologicznej wchodzi 10 Komitetów Okręgowych, zlokalizowanych w miastach uniwersyteckich na terenie całego kraju.
Podstawowym celem Olimpiady Biologicznej jest wspieranie uczniów o zainteresowaniach przyrodniczych oraz ich opiekunów – nauczycieli biologii. Olimpiada Biologiczna stara się rozbudzić i rozwinąć pasję przyrodniczą Uczestników zawodów, a także stworzyć im możliwość współzawodnictwa z rówieśnikami w celu uzyskania celującego wyniku na egzaminie maturalnym, co w dalszej perspektywie ułatwi im podjęcie studiów na kierunkach przyrodniczych. Laureaci i finaliści zawodów zdobywają 100% punktów z egzaminu maturalnego z biologii w zakresie rozszerzonym, a czworo najlepszych wchodzi w skład reprezentacji Polski podczas Międzynarodowej Olimpiady Biologicznej (International Biology Olympiad; IBO). W tym miejscu warto wspomnieć, iż Polska jest jednym z krajów założycielskich Międzynarodowej Olimpiady Biologicznej, która swą działalność rozpoczęła w 1990 roku.
Historia krajowej Olimpiady Biologicznej sięga 1971 roku, kiedy to zawody odbyły się po raz pierwszy. Od tego czasu wprowadzono wiele zmian, a począwszy od roku szkolnego 2016/2017 obowiązuje nowa formuła Olimpiady Biologicznej. Począwszy od 2011 roku laureaci Olimpiady Biologicznej zapraszani są do udziału w letnim obozie Wioska olimpijska organizowanym przez Stowarzyszenie Naukowe Collegium Invisibile pod patronatem rektorów uniwersytetów Jagiellońskiego oraz Warszawskiego wspierane przez Krajowy Fundusz na Rzecz Dzieci.

## Przebieg poszczególnych etapów
Olimpiada biologiczna składa się z 3 etapów: eliminacji szkolnych (zawodów I stopnia), eliminacji okręgowych (zawodów II stopnia) i eliminacji centralnych (zawodów III stopnia):
1. eliminacje szkolne odbywają się w październiku i są poprzedzone rejestracją Uczestnika w systemie elektronicznym przez Dyrektora Szkoły, do której Uczestnik uczęszcza, wraz z deklaracją tematu pracy badawczej. Zakres wiedzy i umiejętności na tym etapie zawodów jest zgodny podstawą programową przedmiotu biologia dla IV etapu edukacyjnego na poziomie rozszerzonym. Podobnie jak na egzaminie maturalnym Uczestnika obowiązuje także zakres wiedzy i umiejętności z III etapu edukacyjnego oraz poziomu podstawowego IV etapu edukacyjnego. Eliminacje polegają na rozwiązaniu egzaminu pisemnego, jednakowego dla wszystkich uczniów w całym kraju. Na podstawie wyników tego egzaminu tworzona jest lista rankingowa i kwalifikacja do kolejnego etapu zawodów.
2. eliminacje okręgowe odbywają się w styczniu i są poprzedzone przesłaniem gotowej pracy badawczej Uczestnika za pośrednictwem systemu elektronicznego (warunek formalny przystąpienia do zawodów). Podobnie jak na wcześniejszym etapie zawodów zakres wiedzy i umiejętności określa podstawa programowa przedmiotu biologia dla III i IV etapu edukacyjnego. Zawody organizowane są przez odpowiednie Komitety Okręgowe (w 10 miastach Polski) i polegają na rozwiązaniu egzaminu pisemnego, jednakowego dla wszystkich Uczestników. W oparciu o wyniki tego egzaminu tworzona jest lista rankingowa i kwalifikacja do kolejnego etapu zawodów.
3. eliminacje centralne odbywają się w przeciągu 3 dni w kwietniu w Warszawie i obejmują: krótki egzamin pisemny, którego zakres treści może wykraczać poza podstawę programową przedmiotu biologia; egzamin praktyczny polegający na wykonaniu określonych zadań w czterech pracowniach (botanicznej, zoologicznej, statystyczno-filogenetycznej i biochemicznej) oraz obronę wcześniej wykonanej pracy badawczej przed Komisją ds. Prac Badawczych. Po przeprowadzeniu zawodów III stopnia, KGOB ustala listę rankingową Uczestników i ogłasza listę finalistów oraz laureatów. Lista rankingowa oparta jest na średniej ważonej punktów otrzymanych przez Uczestników we wszystkich trzech częściach zawodów centralnych, czyli z zadań praktycznych, egzaminu pisemnego i obrony pracy badawczej.

Szczegółowe zasady przeprowadzania zawodów określa Regulamin Ogólnopolskiej Olimpiady Biologicznej (wraz z załącznikami) dostępny na stronie internetowej Olimpiady Biologicznej. W dokumentach tych można znaleźć także wszystkie niezbędne informacje dotyczące przygotowania pracy badawczej. Najnowsze informacje umieszczane są w zakładce „Aktualności”.